# Вечірня зоря (церемонія)

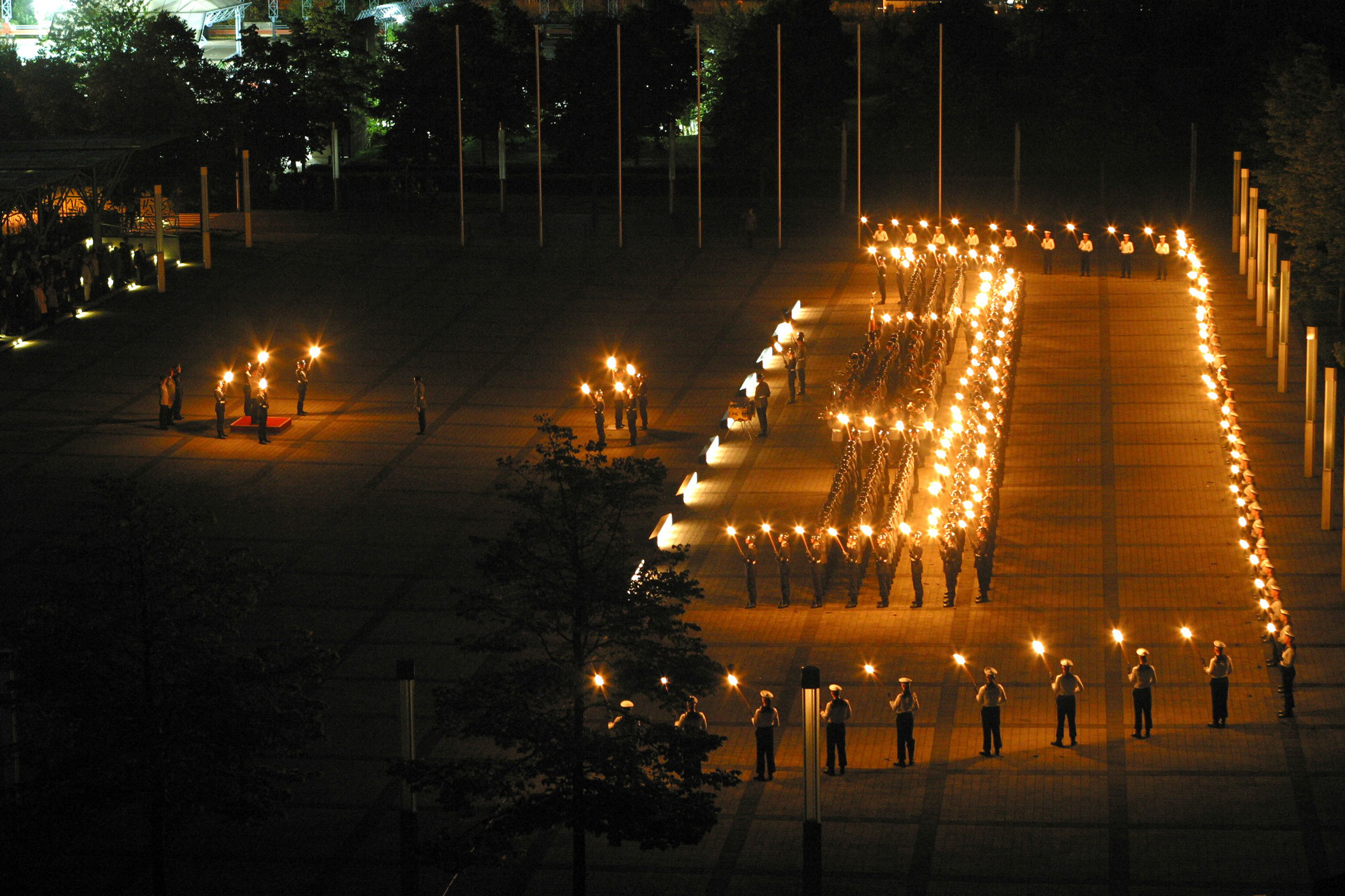
Церемонія «Вечірньої зорі» в Бонні

Вечірня зоря — традиційний військовий церемоніал у ряді Збройних сил. Складається з шикування частини на плацу задля перевірки особового складу (вечірньої перевірки) під час котрої триває доповідь офіцерів нижчої ланки командиру частини про стан підрозділу та обговорення підсумків доби. Завершується маршем військовослужбовців до місця свого розташування, у формуваннях котрі мають за штатом оркестри під музичний супровід.
У вузькому сенсі поняття — сигнал котрий оголошує про наближення відбою. По завершенню ритуалу на території частини до ранку оголошується комендантська година.

## Історія
Термін походить із часів ландскнехтів у таборах котрих 1596 року відбій вперше почали оголошувати сигналом горну. У рейтарів Вечірню зорю оголошували за допомогою рогу або труби, іноді в супроводі литавр. Після сигналу вояки не мали права полишати межі свого розташування в бівуаках без спеціального дозволу. Військовий письменник Йоганн Фрідріх фон Флеммінг в 1726 році задокументував цей звичай у своїй книзі «Ідеальний німецький солдат».
Згодом ритуал, окрім Пруссії та Австрії, поширився і в арміях інших країн, зокрема РІА, а з часом, відповідно, і їх наступників. Утім, найбільш розвинутою ця традиція лишилася в Бундесвері, де також проводиться церемоніал за присутності очільників держави — «Велика вечірня зоря» (нім. Großer Zapfenstreich), музичний супровід котрого починається з однойменного маршу невідомого композитора.